# Embalse de La Jarosa
El embalse de La Jarosa (también conocido como pantano de la Jarosa o presa de la Jarosa) se encuentra en el valle de La Jarosa, y pertenece al municipio madrileño de Guadarrama; es el embalse más pequeño de la Sierra de Guadarrama, con una capacidad de 7,2 hm³ y una superficie de 55 hectáreas. A pesar de su reducido tamaño, este embalse forma parte del catálogo de embalses y zonas húmedas de la Comunidad de Madrid. A él se accede desde la carretera comarcal M-614.
Sin embargo, la Jarosa no solo designa al propio pantano al que da nombre, sino también a las praderas que rodean sus orillas (conformando una superficie total de 93 hectáreas), a varias zonas recreativas aledañas y a extensos pinares entre los cuales yace el embalse. En este vasto terreno se encuentran las ermitas de Nuestra Señora de la Jarosa y la ermita del Altar Mayor. 
La Jarosa está incluida en el Parque Nacional de Guadarrama: la zona baja que contiene el pantano pertenece a la zona de «interés socioeconómico», mientras que la zona más alta de la Jarosa, colindante al Puerto de Guadarrama o del León, se incluye en la Zona de Protección del parque nacional.

## Historia
El embalse de la Jarosa fue construido en el año 1968, de manera acorde a la política económica franquista relativa a los embalses hidráulicos. Se emplazó en la aldea de la Herrería, despoblada dos siglos antes. Aún hoy en día es posible ver los restos de la torre de la ermita de San Macario, alojada en las praderas que rodean el pantano. Cuando el nivel del agua lo permite, se puede pasear entre los restos de las antiguas casas de la aldea que quedaron bajo las aguas del embalse.

## Caracterización del medio físico y biológico

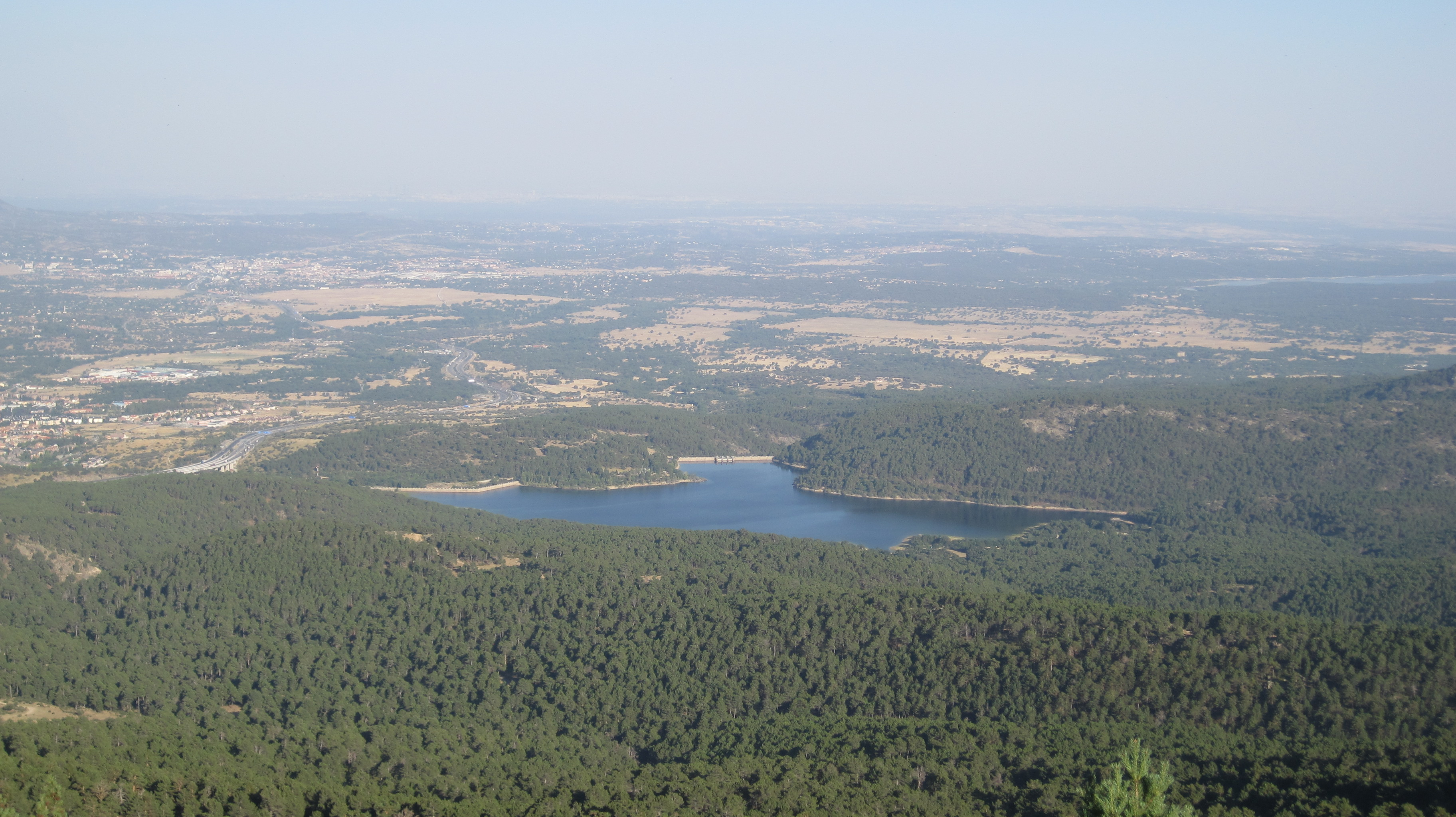
Vista general del embalse desde la ladera de Cabeza Líjar

### Geología
En las zonas circundantes al pantano, las rocas más abundantes son el granito, el gneis y minerales como cuarzo biotita, moscovita, mica y plagioclasa. En los cauces de los ríos encontramos materiales sedimentarios producto de la erosión del caudal del agua.

### Fauna

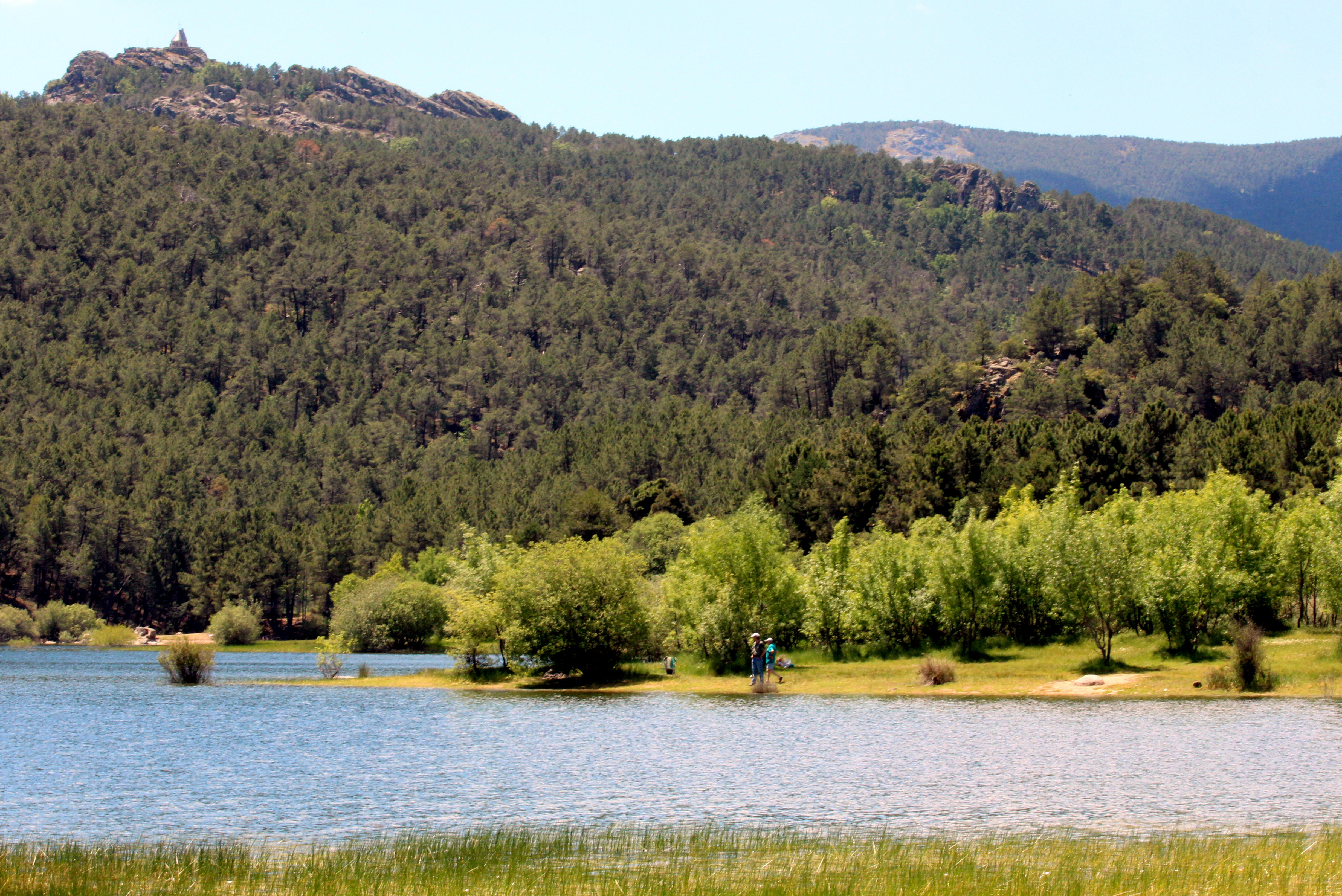
Vista del embalse

Debido a las características de la Jarosa, son múltiples los ecosistemas que coexisten, razón por la cual las especies animales y vegetales que pueblan en esta zona son muy variadas.
Así, con el objetivo de enumerar las posibles formas de vida animal que habitan en esta área, podemos conformar una clasificación primaria de vertebrados e invertebrados. Relativo al grupo de los invertebrados, podemos encontrar moscas de la piedra (brachyptera arcuata), mariposas isabelinas(graellsia isabellae), o la mariposa apolo (parnssius apollo). En el grupo de los vertebrados encontramos peces como el lucio (esox lucius), el black-bass (micropterus salmoides), la trucha arco iris (oncorhynchus mykiss) o la trucha común (salmo trutta); reptiles como las culebras lisas europeas (coronella austriaca), las lagartijas ibéricas (lacerta hispanica), y los lagartos verdinegros (lacerta schreiberi); una gran diversidad de aves como el búho real (bubo bubo), la cigüeña común (ciconia ciconia), el petirrojo (erithacus rubecula), y el mirlo común (turdus merula); multiplicidad de mamíferos como la musaraña común (crocidura russula), el murciélago ribereño (myotis daubentonii), el conejo de campo (oryctolagus cuniculus) la ardilla común (sciurus vulgaris), el topo ibérico (talpa occidentales), el jabalí (sus scrofa), el corzo (Caprolus capreolus), el zorro (vulpes vulpes); o el lirón careto (eliomys quercinus); anfibios como el sapo de espuelas(Pelobates cultripes) y la rana común (Pelophylax perezi) también pueblan las orillas de este paraje.

### Flora

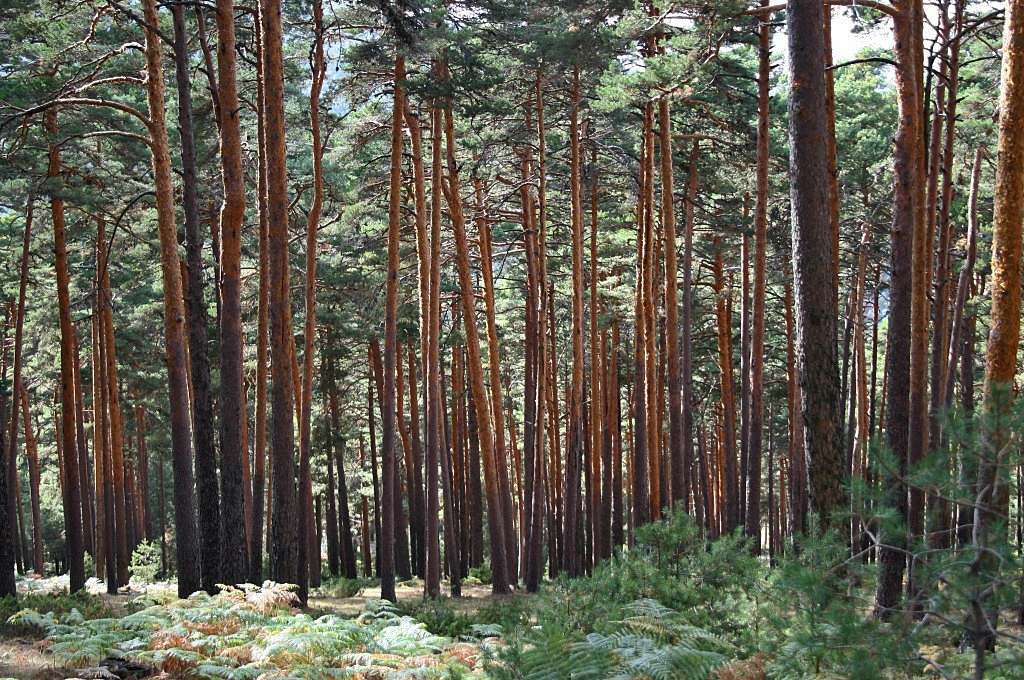
Pinar de la Jarosa

Como ya hemos venido diciendo, son varios los ecosistemas que la Jarosa alberga, por lo que las formaciones arbóreas son igualmente variadas. Los pinares, en los que el pantano se halla escondido, se caracterizan por tres tipos de pino: el pino resinero (Pinus pinaster), el pino salgareño (Pinus nigra) y el pino silvestre (Pinus sylvestris). El pinar de pino laricio de la Hilera es el único de España sobre terrenos silíceos, además de ser uno de los más longevos, ya que en él viven ejemplares con más de 500 años. A medida que incrementa la altitud, el pino albar se sustituye lentamente por el matorral de cumbre. En zonas donde el pino clarea, aparecen matorrales como la jara pringosa (Cistus ladanifer), romero (Salvia rosmarinus), tomillos (Thymus zygis), escoba negra (Cytisus scoparius), etc. Al igual que ocurre con el pino albar y el matorral de cumbre, la jara pringosa se ve sustituida por la jara estepa (Cistus laurifolius) a mayor altura.
En las zonas más altas de la Jarosa, la vegetación herbácea es la forma principal de vegetación, viéndose reducidas las zonas cubiertas de matorral y de árboles.
Así mismo, se presentan formas de vida vegetal en el modelo asociado al ecosistema acuático. Por una parte, en las inmediaciones de las orillas de los ríos y en las mismas orillas encontramos brezos (Erica vagans), helechos (Pterophyta), zarzamoras (Rubus sp), etc. A las orillas de la presa es posible encontrar juncos (Juncus sp.) algunos fresnos (Fraxinus angustifolia ), y robles melojos
(Quercus pyrenaica).

### Hidrología

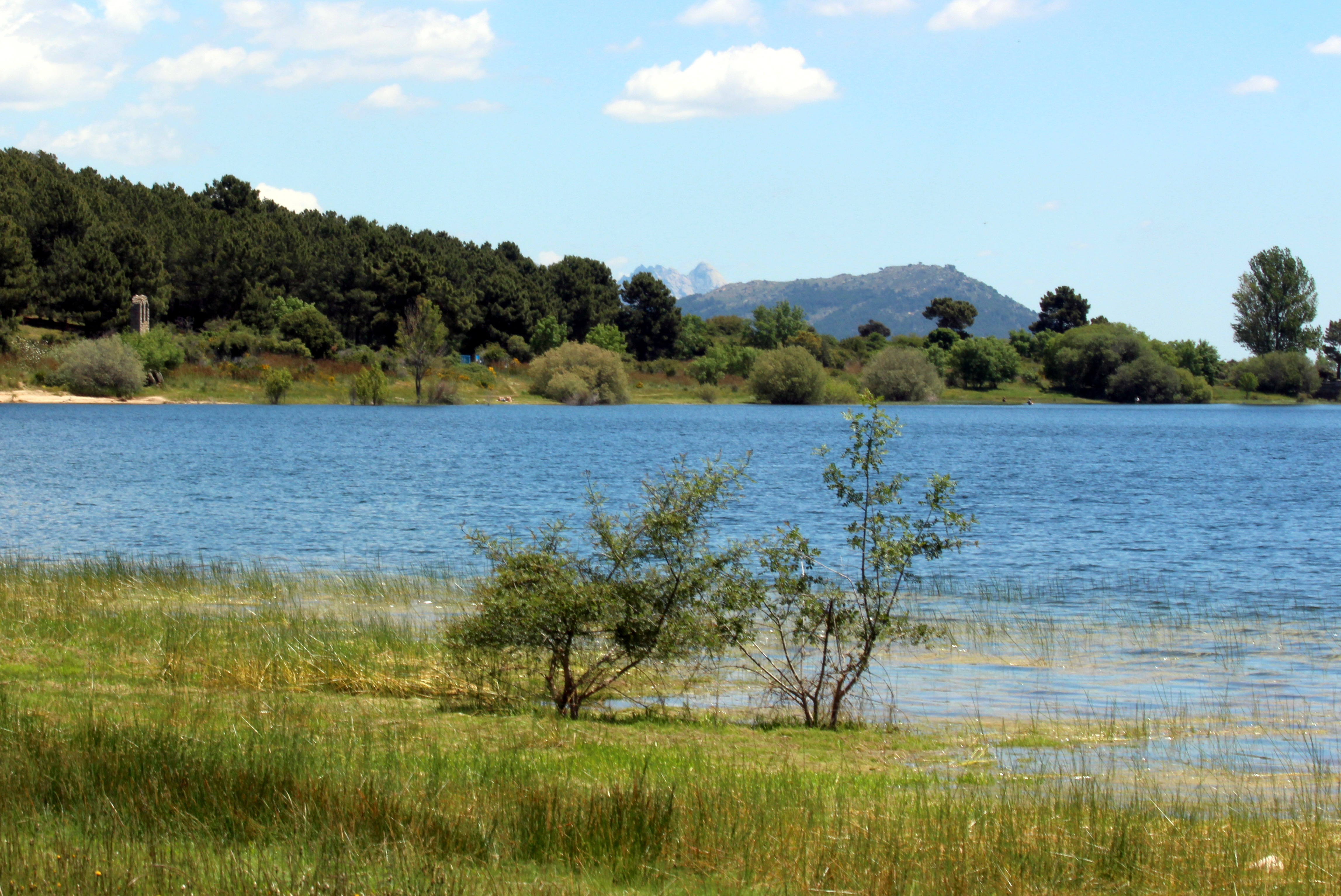
Vista del embalse

El pantano de la Jarosa es el más importante del municipio de Guadarrama debido a su tamaño y características. Este embalse es la única fuente de abastecimiento para el propio municipio de Guadarrama y para municipios vecinos como Alpedrete, El Escorial y San Lorenzo de El Escorial. Tiene una capacidad de 7,2 hm³, aunque en pocas ocasiones alcanza su capacidad máxima. El agua que llega al pantano proviene de los arroyos Guatel y la Jarosa y del pequeño arroyo de las Cerradillas. Para la contención de estas aguas fue necesario construir dos represas: una que cortara el flujo del arroyo de la Jarosa y otro que impidiera el desbordamiento hacia la cabecera del arroyo de Fuente Cornejo. El embalse recibe una aportación extra de agua de un trasvase desde el embalse de la Aceña en Peguerinos, y que discurre por una canalización subterránea de ocho km que cruza la montaña, pasa bajo el Valle de los Caídos y une ambos embalses. Dicha infraestructura se habilitó en 1989 con objeto de poder surtir eficazmente la creciente demanda de agua de la población.

## Actividades y usos

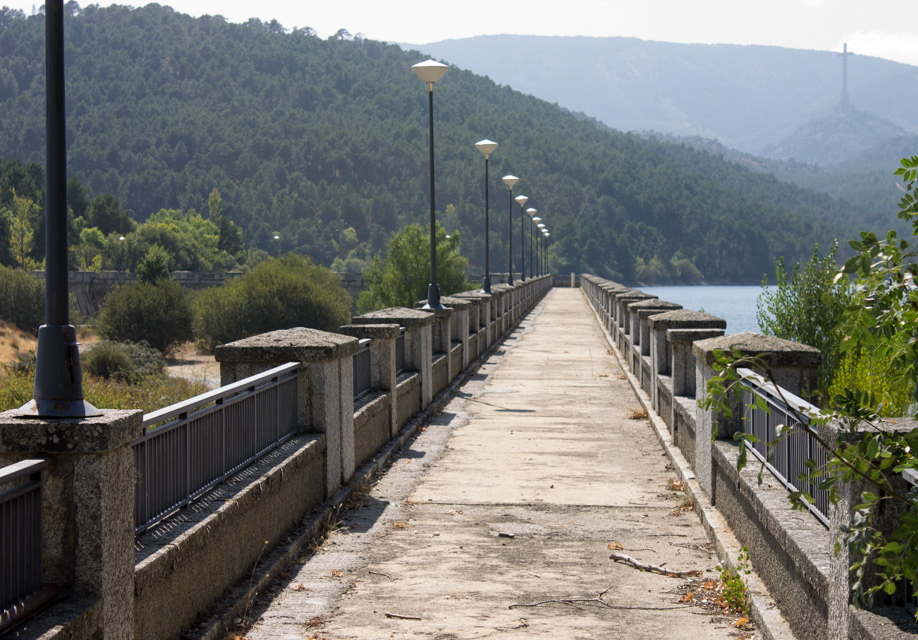
Paso sobre la presa

La Jarosa se ha convertido en un lugar turístico, muy frecuentado en fines de semana principalmente por madrileños que buscan tranquilidad y naturaleza en los alrededores de la ciudad. Además de un entorno tranquilo en el que poder relajarse, en La Jarosa pueden realizarse más actividades. Son muy conocidas las rutas que discurren por todo el valle y por los pinares, llegando hasta Cuelgamuros o Peguerinos. Además, otro gran reclamo turístico es la pesca. El pantano es un coto intensivo de pesca que se repuebla periódicamente con truchas arco iris. Su buena fama entre pescadores ha ido decayendo paulatinamente, ya que la pesca de truchas comunes y black-bass es cada vez menos frecuente, y sin embargo, ha crecido la población de lucios. Para pescar, es necesario estar en posesión de la licencia correspondiente. Sin embargo, ni el baño ni otras actividades náuticas están permitidas.